# Podravske Sesvete
Podravske Sesvete est un village et une municipalité située dans le comitat de Koprivnica-Križevci, en Croatie. Au recensement de 2001, la municipalité comptait 1 178 habitants, dont 99,38 % de Croates et le village seul comptait également 1 178 habitants.

## Localités
La municipalité de Podravske Sesvete ne compte qu'une seule localité, le village éponyme de Podravske Sesvete.